# Матансаська діоцезія
Мата́нсаська діоце́зія (лат. Dioecesis Matansansis; ісп. Diócesis de Matanzas) — діоцезія римського обряду Католицької церкви на Кубі, з центром у місті Матансас. Охоплює терени Матансаської провінції Куби. Входить до складу Гаванської церковної провінції. Суфраганна діоцезія Гаванської архідіоцезії. Заснована 10 грудня 1912 року. Голова — єпископ Матансаський. Центральний храм — Матансаський собор.  Площа — 8,444 км². Населення — 690,400 ос.; з них католики — 478,000 ос. (69.2%). Чинний голова — Мануель-Іларіо де Сеспедес, єпископ Матансаський.

## Історія
Матансаська діоцезія була створена 8 січня 1912 року шляхом виокремлення зі складу Гаванської діоцезії.

## Єпископи
- Мануель-Іларіо де Сеспедес

## Статистика
Згідно з «Annuario Pontificio» і Catholic-Hierarchy.org:
| Рік  | Населення | Населення | Населення | Священики | Священики | Священики | Священики           | Диякони | Ченці    | Ченці | Парафії |
| Рік  | католики  | загалом   | %         | загалом   | секулярні | ченці     | вірних на священика | Диякони | чоловіки | жінки | Парафії |
| ---- | --------- | --------- | --------- | --------- | --------- | --------- | ------------------- | ------- | -------- | ----- | ------- |
| 1950 | 324.970   | 361.079   | 90,0      | 55        | 19        | 36        | 5.908               |         | 39       | 172   | 29      |
| 1966 | 385.000   | 451.000   | 85,4      | 21        | 9         | 12        | 18.333              |         | 13       | 6     | 31      |
| 1970 | 365.000   | 483.300   | 75,5      | 15        | 6         | 9         | 24.333              |         | 9        | 12    | 31      |
| 1976 | 275.000   | 501.273   | 54,9      | 16        | 9         | 7         | 17.187              |         | 7        | 6     | 31      |
| 1980 | 250.000   | 507.000   | 49,3      | 15        | 9         | 6         | 16.666              |         | 8        | 4     | 31      |
| 1990 | 214.000   | 600.000   | 35,7      | 17        | 8         | 9         | 12.588              |         | 9        | 17    | 31      |
| 1999 | 470.000   | 633.113   | 74,2      | 19        | 9         | 10        | 24.736              |         | 10       | 54    | 35      |
| 2000 | 470.000   | 640.710   | 73,4      | 15        | 7         | 8         | 31.333              | 1       | 9        | 48    | 35      |
| 2001 | 470.000   | 661.075   | 71,1      | 15        | 7         | 8         | 31.333              | 1       | 9        | 45    | 35      |
| 2002 | 473.000   | 673.000   | 70,3      | 20        | 10        | 10        | 23.650              | 1       | 10       | 51    | 35      |
| 2003 | 475.000   | 680.800   | 69,8      | 20        | 9         | 11        | 23.750              | 1       | 11       | 53    | 37      |
| 2004 | 478.000   | 690.400   | 69,2      | 20        | 9         | 11        | 23.900              | 1       | 11       | 53    | 37      |
| 2013 | 422.900   | 724.100   | 58,4      | 25        | 17        | 8         | 16.916              | 5       | 8        | 49    | 36      |